# 小山敏靭
小山 敏靭（こやま としゆき）は、日本の実業家。大正生命保険（現・プルデンシャル ジブラルタ ファイナンシャル生命保険）取締役社長を務めた。

## 略歴
長野県諏訪市出身。長野県諏訪中学校（現・長野県諏訪清陵高等学校・附属中学校）を経て、東京大学法学部卒業。大正生命保険（現・プルデンシャル ジブラルタ ファイナンシャル生命保険）取締役社長。